# Nam yan sei sap
Nam yan sei sap (男人四十) comercialitzada internacionalment com July Rhapsody és una pel·lícula dramàtica de Hong Kong de 2002 dirigida per Ann Hui i produïda per Ann Hui i Derek Yee.

## Visió general
El títol xinès de la pel·lícula 男人四十 es tradueix literalment a "Home, 40". La pel·lícula explora la crisi de la mitjana edat, el matrimoni i la seducció professor-alumne.

## Argument
Lam Yiu-kwok (Jacky Cheung), un professor de secundària de Hong Kong, s'enfronta a una crisi de mitja edat, problemes matrimonials i seducció per part d'una estudiant. Ell i la seva dona Man-ching (Anita Mui) estan casats i viuen en un apartament modest amb els seus dos fills. Tanmateix, el seu primer fill Yue (Eric Kot) no és seu, sinó de la seva dona i del senyor Seng (Tou Chung Hua), el seu antic professor. Quan Man-ching era estudiant, va seduir el senyor Seng, el seu professor. Com a professor, Lam Yiu-kwok no té èxit financer com els seus amics, empresaris d'èxit i professionals que fan gala del seu estil de vida extravagant als sopars de reunió. L'ex-amant de la dona de Lam Yiu-kwok, el Sr. Seng, torna a Hong Kong. El senyor Seng és vell i moribund i està obligada a passar temps amb el seu ex-amant. A l'escola, Lam Yiu-kwok rep l'atenció coqueta de Choi-lam (Karena Lam), una estudiant de la seva classe que està enamorada d'ell. La resistència de Lam Yiu-kwok contra la seva estudiant obstinada comença a debilitar-se.

## Repartiment
- Jacky Cheung com Lam Yiu-kwok[3]
  - Otto Wu as Young Lam Yiu-kwok
- Anita Mui com Chan Man-ching. Aquesta va ser l'última aparició al cinema d'Anita Mui abans de la seva mort per càncer cervical el 2003.[6][3][5]
  - Cara Chu com jove Chan Man-ching
- Karena Lam com Woo Choi-lam[3][5]
- Shaun Tam com Lam On-yin
  - Ricky Kwok com Infant Lam On-yin
- Eric Kot com Wong Yui[3]
- Tou Chung-hua com Sheng Sai-nin[3]
- Jin Hui com Lam Lui-yin
- Leung Tin com a director Leung
- Race Wong com la senyora Mak
- Ku Tin-nung com a exalumne de Yiu-kwok
- Roddy Wong com a alumne de Yiu-kwok
- Jason Yip com a exalumne de Yiu-kwok
- Simon Li com a exalumne de Yiu-kwok
- Raymond Yu com a exalumne de Yiu-kwok
- James Cheng com a alumne de Yiu-kwok
- Yu Sai-tang com a Cho
- Alan Wong com el fill de Cho
- Wong Yuet-ling com a cambrer
- Chan Kui-fai com a P.E. professor
- Lee Yiu-tong com a professor
- Ng Ka-leung com a professor
- Law Wai-yee com a professor
- Li Chui-yee com a professor
- Fok Bo com a professor
- Tony Lui com a professor
- Chan Kin-shun com a Mestre
- Nakata Yuki com a noia japonesa
- Chow Au-ming com a vell
- Lau Miu-ling com a minyona filipina
- Lee Tung-yung com a metgessa del continent
- Cheung Lai-kwan com a vagabund al túnel
- Jonathan Lam
- Kit Ho Tsz
- Fan de Carson
- William Ho
- Roy Lau
- Jason Lee
- Levan Mak
- Courtney Wu com a pare

## Premis i nominacions
| Pemis i nominacions                                | Pemis i nominacions                         | Pemis i nominacions | Pemis i nominacions |
| Cerimònia                                          | Categoria                                   | Receptor            | Resultat            |
| -------------------------------------------------- | ------------------------------------------- | ------------------- | ------------------- |
| 21ns Hong Kong Film Awards                         | Millor pel·lícula                           | July Rhapsody       | Nominat             |
| 21ns Hong Kong Film Awards                         | Millor director                             | Ann Hui             | Nominat             |
| 21ns Hong Kong Film Awards                         | Millor actor                                | Jacky Cheung        | Nominat             |
| 21ns Hong Kong Film Awards                         | Millor actriu                               | Anita Mui           | Nominat             |
| 21ns Hong Kong Film Awards                         | Millor actriu secundària                    | Karena Lam          | Guanyador           |
| 21ns Hong Kong Film Awards                         | Millor actor novell                         | Karena Lam          | Guanyador           |
| 21ns Hong Kong Film Awards                         | Millor guió                                 | Ivy Ho              | Guanyador           |
| 21ns Hong Kong Film Awards                         | Millor direcció artística                   | Man Nim-chung       | Nominat             |
| 39ns Premis de Cinema Golden Horse                 | MIllor pel·lícula                           | July Rhapsody       | Nominat             |
| 39ns Premis de Cinema Golden Horse                 | Millor actriu                               | Anita Mui           | Nominat             |
| 39ns Premis de Cinema Golden Horse                 | Millor actriu secundària                    | Karena Lam          | Guanyador           |
| 39ns Premis de Cinema Golden Horse                 | Millor actor novell                         | Karena Lam          | Guanyador           |
| 39ns Premis de Cinema Golden Horse                 | Millor guió original                        | Ivy Ho              | Guanyador           |
| 39ns Premis de Cinema Golden Horse                 | Millor direcció artística                   | Man Nim-chung       | Nominat             |
| 39ns Premis de Cinema Golden Horse                 | Millor maquillatge i disseny de vestuari    | Man Nim-chung       | Nominat             |
| 8ns Hong Kong Film Critics Society Awards          | Film of Meirt                               | July Rhapsody       | Guanyador           |
| 6ns Golden Bauhinia Awards                         | Millor director                             | Ann Hui             | Nominat             |
| 6ns Golden Bauhinia Awards                         | Millor actor                                | Jacky Cheung        | Nominat             |
| 6ns Golden Bauhinia Awards                         | Millor actriu                               | Anita Mui           | Nominat             |
| 6ns Golden Bauhinia Awards                         | Millor actriu secundària                    | Karena Lam          | Guanyador           |
| 6ns Golden Bauhinia Awards                         | Millor guió                                 | Ivy Ho              | Nominat             |
| 6ns Golden Bauhinia Awards                         | Principals 10 pel·lícules en llengua xinesa | July Rhapsody       | Guanyador           |
| 50è Festival Internacional de Cinema de l'Índia    | Millor actor                                | Jacky Cheung        | Guanyador           |
| 6è Festival de Cinema de Changchun                 | Best Actress                                | Anita Mui           | Guanyador           |
| 7è Verona Love Screens Film Festival               | Millor pel·lícula                           | July Rhapsody       | Nominat             |
| 2ns Chinese Film Media Awards (Hong Kong i Taiwan) | Millor pel·lícula                           | July Rhapsody       | Nominat             |
| 2ns Chinese Film Media Awards (Hong Kong i Taiwan) | Millor director                             | Ann Hui             | Nominat             |
| 2ns Chinese Film Media Awards (Hong Kong i Taiwan) | Millor actor                                | Jacky Cheung        | Nominat             |
| 2ns Chinese Film Media Awards (Hong Kong i Taiwan) | Millor actriu                               | Anita Mui           | Guanyador           |
| HKSAR 10th Anniversary Film Awards                 | Millor guió                                 | Ivy Ho              | Nominat             |